# Sei Sikambing D
Sei Sikambing D is een bestuurslaag in het regentschap Medan van de provincie Noord-Sumatra, Indonesië. Sei Sikambing D telt 9199 inwoners (volkstelling 2010).